# Russell S. Taft

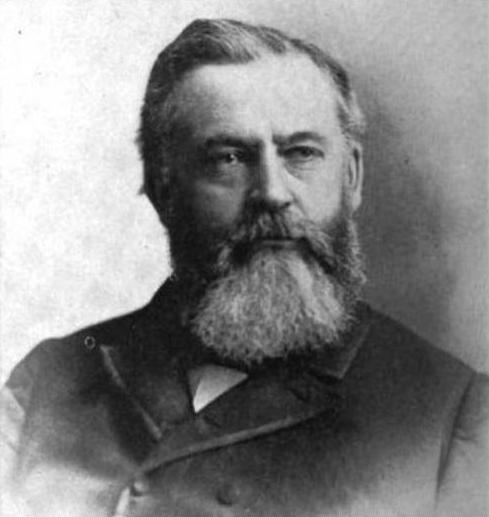
Russell S. Taft

Russell S. Taft (* 28. Januar 1835 in Williston, Vermont; † 22. März 1902 in Burlington, Vermont) war ein US-amerikanischer Politiker und Anwalt, der von 1872 bis 1874 Vizegouverneur von Vermont war. Auch war er Oberster Richter am Vermont Supreme Court.

## Leben
Russell Smith Taft wurde in Williston, Vermont geboren. Die Schule besuchte er in Williston und in Burlington. Er studierte Rechtswissenschaften bei George F. Edmunds und erhielt 1856 die Zulassung als Anwalt. Er war der erste Präsident der Vermonter Life Insurance Company und später deren Vizepräsident.
Als Mitglied der Vermonter Schwesterpartei der Republikanischen Partei war er von 1861 bis 1864 Mitglied des Board of selectmen, dem Exekutivorgan der Regierung der Städte von New England. Nachdem Burlington zur Stadt wurde, war Taft dort von 1865 bis 1869 Ältermann.
Von 1862 bis 1865 war Taft District Attorney im Chittenden County und von 1863 bis 1880 verantwortlich für das Nachlassregister des Countys. Taft von 1865 bis 1866 dem Senat von Vermont an und war der Städtische Anwalt von Burlington von 1871 bis 1872.
Für die Republikanische Partei kandidierte Taft 1872 erfolgreich für das Amt des Vizegouverneurs, das er bis 1874 innehatte. 1874 war er der unterlegene Kandidat der Republikanischen Partei für das Amt des Gouverneurs. Zum Gouverneur wurde Asahel Peck gewählt. Für Burlington war Taft Abgeordneter im Repräsentantenhaus von Vermont im Jahr 1880.
1880 wurde er von der Vermonter Generalversammlung zum Associate Justice des Vermonter Supreme Court gewählt. Dieses Amt hatte er bis 1899 inne. Dann wurde er zum Obersten Richter ernannt. Er folgte Jonathan Ross im Amt, dieser wurde Senator im Senat der Vereinigten Staaten.
Taft übte das Amt des Obersten Richters bis zu seinem Tode aus. Er starb in Burlington, Vermont am 22. März 1902. Sein Grab befindet sich auf dem Williston's Morse Cemetery.

## Sonstiges
Der Oberste Richter Taft erhielt den Ehrendoktor der University of Vermont, den Master of Arts im Jahr 1877 und den Titel Doktor der Rechte im Jahr 1899.